# Millotauropus
Millotauropus – rodzaj skąponogów. Jedyny z monotypowych rodziny Millotauropodidae i rzędu Hexamerocerata. Należy tu 8 gatunków.

## Opis
Przedstawiciele rzędu charakteryzują się 6-segmentową, silnie teleskopową, szypułką czułków. Grzbietowa gałązka czułków wyrasta z szóstego, zaś dolna, wyposażona w pojedynczy biczyk, z piątego segmentu. Narządy temporalne posiadają okrągłe, kształtu kubkowatego lub parasolowatego. Tułów posiada 12 tergitów. Postacie dorosłe mają 11 par odnóży, zaś wcześniejsze stadia rozwojowe kolejno od 6 do 11. U podstawy pierwszej pary odnóży szczecinki (tracheae).

## Występowanie
Dotychczas skąponogi te znane są z regionów: palaearktycznego, neotropikalnego oraz etiopskiego.

## Gatunki
Znanych jest 6 gatunków z tego rodzaju:
- Millotauropus acostae Scheller, 1997
- Millotauropus hebetisetosus Remy, 1953
- Millotauropus latiramosus Remy, 1950
- Millotauropus machadoi Remy, 1950
- Millotauropus silvestrii Remy, 1950
- Millotauropus temporalis (Hüther. 1968)